# Cassino Simpson
Wendell 'Cassino' Simpson (Venetië of Chicago, 22 juli 1909 – Elgin (Illinois), 27 maart 1952) was een Amerikaanse jazzpianist en orkestleider.

## Biografie
Simpson kreeg pianolessen van Zinky Cohn. In 1923 werden de eerste opnamen gemaakt in de band van Bernie Young, vervolgens met het Moulin Rouge Orchestra (1925). In de daaropvolgende jaren was hij lid van het Creole Roof Orchestra van Arthur Sims, waarmee hij in 1926 opnam. Na het overlijden van de orkestleider nam Bernie Young het management van de band over. Simpson bleef in het ensemble tot 1930, waarin o.a. Chester Boone, Ed Burke, Scoops Carry en Keg Johnson speelden. In 1929 nam hij op met Jabbo Smith's Rhythm Aces bij Brunswick Records (Jazz Battle, Little Willie Blues, Take Me to the River). Van 1931 tot 1933 werkte hij voor Erskine Tate, met wie geen opnamen werden gemaakt. Hij vergezelde ook Laura Rucker bij sommige opnamen. In 1932/33 had hij zijn eigen orkest en nam hij onder zijn eigen naam op onder verschillende pseudoniemen, met Jabbo Smith en Milt Hinton als begeleidende muzikanten. In 1933 vergezelde hij Half Pint Jaxon, met wie nog vier plaatkanten ontstonden. Kort daarna werd hij psychisch ziek en werd hij in 1935 in een psychiatrische instelling in Elgin, Illinois geplaatst. Daar speelde hij piano en vibrafoon in de danceband van de faciliteit, evenals basdrum in hun fanfare. In 1942 nam hij daar enkele solo-pianostukken op, maar hij verliet de faciliteit nooit meer tot zijn dood in 1952.

## Overlijden
Cassino Simpson overleed in maart 1952 op 42-jarige leeftijd.